# تغطية صحفية مشتركة

فرقة رفع العلم التراثي (باسكبراكا) ترفع العلم الأحمر والأبيض خلال مراسم إحياء ذكرى ثواني إعلان عام 1945 في قصر ميرديكا، جاكرتا، السبت

التغطية الصحفية المشتركة تشير إلى مجموعة من منظمات جمع الأخبار التي تجمع مواردها في الحصول على الأخبار. ثم يتم توزيع تغذية للطاقم الإعلامي المشترك على أعضاء الطاقم الإعلامي للإذاعة ممن لديهم حرية التحرير أو الاستخدام على النحو الذي يراه مناسبًا. ويتم توزيع تقرير إعلامي مجمع مكتوبًا على جميع الأعضاء من صحفيي المواد المطبوعة. بُعرف التصوير الخاطف بأنه فرصة التقاط صور خاطفة، على سبيل المثال، في البيت الأبيض في أعقاب اجتماع.

## أسباب التغطية الصحفية المشتركة

### صغر المساحة
التغطية المشتركة تكون مطلوبة أحيانًا نظرًا لطبيعة الأحداث التي تتم تغطيتها. فعلى سبيل المثال، فإن القضاة يسمحون غالبًا بوجود كاميرا بث واحدة في قاعة المحكمة خلال المحاكمة. ونتيجة لذلك، تقوم أدوات البث المهتمة باختيار إحداها لتوفير «كاميرا مشتركة» لهذا اليوم بالاتفاق مع هذه المنظمة لتتشارك اللقطات مع جميع الإذاعات المشتركة.
وبالمثل يتم إنشاء طاقم مشترك ودوري يوميًا في البيت الأبيض للمنظمات التي تغطي أخبار الرئيس، ويتم السماح له بالدخول الخاص لأحداث معينة على أساس أن المعلومات والصور ستتم مشاركتها مع بقية المجموعات الصحفية في البيت الأبيض. على سبيل المثال، عندما يجتمع الرئيس مع شخصية أجنبية فإن الاثنين يصدران أحيانًا بيانًا في المكتب البيضاوي. ونظرًا لأنه من غير الممكن استيعاب الغرفة لجميع الصحفيين المهتمين تكون التغطية المشتركة هي السبيل العملي الوحيد لمعالجة الحدث.

### ضبط النفقات
في أوقات أخرى تحدث التغطية المشتركة كوسيلة أكثر فعالية من حيث التكلفة لتغطية الأحداث التي أحيانا «تصنع الأخبار»، على سبيل المثال: تعتمد الشبكات الرئيسية على مجموعة البيانات اليومية الموجزة من وزارة الخارجية لتغطيتها الحية، ونظرا لأن المؤتمر الصحفي هو عادة للمصلحة الوطنية عندما يوجد خبر عاجل ومهم يتعلق بالدبلوماسية الدولية. ولأن «تغطية» مثل هذا الحدث تتكون فقط من توجيه الكاميرا لشخص يقف وراء المنبر، فإن التغطية المشتركة تكون وسيلة عملية لضمان أن الحدث سيكون متاحًا عند الحاجة دون أن تدفع كل وكالات الأنباء الخمس الكبرى التلفزيونية في الولايات المتحدة لأطقم البث المباشر الفردي.

### الأحداث الكبيرة
غالبًا ما يتم إنشاء حالات بث مشترك بسبب الضخامة الفعلية لأحداث معينة. وأحد هذه الأمثلة البارزة على ذلك كان البث الدولي للجنازة الرسمية لجون كينيدي التي شملت أربعة أماكن رئيسية وموكب طويل، وبالمثل احتفالات التنصيب الرئاسية والاتفاقيات السياسية تميل إلى إشراك التغطية المشتركة في الولايات المتحدة (وخاصة أنه لا يوجد مذيع رسمي الذي كان بالطبيعة سيتعامل مع التغطية بنفسه).

## التغطية الصحفية المشتركة في مقابل خدمة المضيف
وكثيرًا ما يتم الخلط بين بث التغطية الصحفية المشتركة مع «خدمة المضيف» في حين يتم التعامل دائمًا مع التغطية المشتركة من قبل المؤسسات الصحفية، حيث يتم توفير خدمة المضيف من قبل طرف ثالث (عادة المنظمة التي تتم تغطية أحداثها). على سبيل المثال، في ظل الظروف العادية، يتم السماح بدخول الكاميرات التي يديرها موظفو الحكومة فقط إلى غرف الكونغرس وذلك بموجب القواعد التي وضعها قادة الكونغرس. (خلافًا للاعتقاد الشائع، فإن سي-سبان ليس لديها سيطرة عليهم). وفي ظل هذه الظروف، فإن المؤسسات الصحفية ليس لديها سوى خيارين: إما التعامل مع خدمة المضيف كما هي أو ألا يكون لها فيديو على الإطلاق.

## توقعات أعضاء الطاقم المشترك
في حين أنه ليس هناك بالضرورة قواعد رسمية، فإن هناك ميول إلى وجود مجموعة من التوقعات غير الرسمية لأعضاء الطاقم المشترك. في المقام الأول فإن جميع أعضاء الطاقم المشترك من المتوقع أن «يتقاسموا العبء» بالتساوي. على سبيل المثال: في حالة الأحداث الجارية فإن المحطات المختلفة قد توفر مراسلاً مشتركًا و/أو كاميرا كل يوم. وبالنسبة للأحداث غير المتكررة، فقد يكون لكل منظمة مسؤوليتها الخاصة (مثل توفير جميع الكاميرات أو الشاحنات النقالة). إذا كانت هناك أماكن حوادث مختلفة، فإن كل موقع يمكن أن تتم تغطيته نت قبل عضو مختلف من الطاقم المشترك. وإذا لم يكن هناك وسيلة عملية لتقسيم المسؤوليات، فإن المنظمات المشتركة سوف تتقاسم التكلفة.
وبالإضافة إلى ذلك، فإنه من الضروري ألا يستخدم أعضاء الطاقم المشترك أساليب خاصة للحصول على مكاسب «حصرية» لأنفسهم. وفي حالة التلفزيون، فمن المتوقع أن يسلم مصور الطاقم المشترك جميع المواد التي تم تسجيلها بدون الاحتفاظ ببعض اللقطات المختارة لصاحب العمل الخاص به. ويتم منع مراسلي الطاقم المشترك من إضافة أية تفاصيل إلى الحدث الخاص الذي لم يكن مدرجًا في تقرير الطاقم المشترك حتى وإن كان الأمر مجرد إضفاء الطابع المحلي. ونتيجة لذلك فإن تقارير الطاقم المشترك في البيت الأبيض غالبًا ما تكون مكتوبة بتفاصيل مفرطة. وفي وصف مأدبة عشاء رسمية، فمن المرجح أن يتضمن التقرير ما أكله الرئيس ولون الملابس التي كان يرتديها.